# Quartier du Plateau - Mont-Valérien
 (octobre 2017).
Le quartier du Plateau - Mont-Valérien est un des dix quartiers de la commune de Nanterre dans le département des Hauts-de-Seine.

## Géographie

### Localisation
Le quartier se situe dans le sud du territoire de la commune. Il est limitrophe de la commune de Rueil-Malmaison à l'ouest, de celle de Suresnes au sud, de celle de Puteaux au sud-est, du quartier du Parc Sud à l'est, du quartier du Vieux-Pont - Ste-Geneviève et de celui du Centre au nord.

## Toponymie
Ce quartier doit son nom au mont Valérien, colline culminant à 162 mètres, située sur les territoires des communes de Suresnes, Nanterre et Rueil-Malmaison, à quelques kilomètres à l'ouest de Paris.

## Historique
Le quartier s'est développé à partir de l'axe royal de Paris à Saint-Germain-en-Laye (actuel RN13) avec une accélération au XIXe siècle.

Ce « Mont qui ne valait rien » a longtemps été un lieu de culte et de pèlerinage pour les chrétiens : les Parisiens pieux s’y rendaient en procession et accédaient au calvaire par un chemin bordé de chapelles. Détruit pendant la Révolution française, ce site a accueilli de nombreuses confréries religieuses, des ermites, des trappistes et enfin au XIXe siècle, la Société des missions de France. En 1830, une ordonnance de Louis-Philippe la dissout et le mont Valérien devient domaine de l’État. 
Dix ans plus tard le roi y construit un fort : il jouera un rôle important durant le siège de Paris (1870-1871) et la lutte contre la Commune (18 mars-28 mai 1871). 
Durant la Première Guerre mondiale, la forteresse participa de 1914 à 1918 à la défense aérienne de Paris : un projecteur y fut installé pour voir les avions la nuit.
Pendant la Seconde Guerre mondiale, les Allemands l’utilisent pour fusiller otages, résistants et Français libres parachutés sur le sol français. Plus d'un millier de personnes y furent exécutées, dont Honoré d'Estienne d'Orves, Bernard Anquetil, Gabriel Péri, André Bloch et Jacques Decour.
Le quartier du Plateau-Mont Valérien a été créé en 2008 par la réunion de deux quartiers distincts, le Plateau et le Mont-Valérien.

## Morphologie du quartier
Sa superficie est d'environ 187 ha, soit environ 15,4 % de la surface de la ville (1 219 ha). I l est composé de 6 063 logements dont 2 974 maisons individuelles.
La majeure partie du quartier est composée d'habitat individuel, de pavillons datant principalement des années 1900. De nombreux petits commerces de bouche existaient dont de nombreuses boulangeries, plusieurs boucheries dont des chevalines et des dizaines de petits cafés réunissant les ouvriers le soir après le travail à l'usine avant de rentrer au domicile familial.
Les anciennes vignes, champs et carrières du quartier ont été remplacés petit à petit par des résidences de logements sociaux comme Les Damades, Jean Moulin, Garches, Erik Satie, etc.
Côté logements collectifs, la plupart des résidences HLM du quartier ont été construites après 1980. Une grande partie des immeubles collectifs privés  se situe sur les grands axes et notamment sur l’avenue du Maréchal-Joffre et l’avenue Georges-Clemenceau.
La résidence sociale la plus grande est la résidence des Damades situé au centre du quartier et appartenant à l'OPH de Nanterre. D'ailleurs, l'OPH de Nanterre a des bureaux dans cette résidence appelée Antenne.

### Lieux de culte
- Calvaire
- Chapelle Sainte-Bernadette[2]
- Église Sainte Marie des Fontenelles
- Évêché

### Administration
Une mairie annexe de quartier, située rue Paul-Vaillant-Couturier, est chargée des affaires courantes (état civil etc.).
Il existe aussi deux salles municipales réservées aux associations : la salle de la mairie annexe et la salle de quartier Romain Rolland.

### Enseignement et accueil de jeunes enfants
- Crèches
  - Pinocchio
  - Courte Échelle
- Écoles maternelles
  - Jacques-Prévert
  - Jules-Ferry
  - Romain Rolland A et B
  - Moulin des Gibets
- Écoles primaires
  - Jules-Ferry A et B
  - Romain Rolland
- Collège
  - Les Chenevreux
- Lycée
  - Claude Chappe

### Espaces verts
Il y a deux parcs dans le quartier :
- le parc des Chènevreux,

### Autres lieux
- Moulin des Gibets, situé rue de Saint-Cloud[3]
- Crématorium du Mont-Valérien
- Cimetière des Animaux
- Place de la Boule

### Voies de communication et transports

#### Voies routières
Les axes principaux sont l'avenue du Maréchal Joffre, avenue Georges-Clemenceau et la rue Paul-Vaillant-Couturier. Ces trois axes partent de la place de la Boule, au nord du quartier.
Le quartier a aussi des axes secondaires qui sont la rue de Saint-Cloud, la rue de la Source, la rue de Suresnes, l'avenue Félix-Faure, la rue de Garches, la rue des Chailliers et la rue des Plaideurs.
Les axes principaux et secondaires sont souvent saturés aux heures de pointes et le quartier devient alors difficilement empruntable.

#### Transport en commun
Des lignes du réseau de bus RATP, passent dans le quartier : 141, 157, 158, 160, 258, 259, 360 et la navette Ligne Bleue.

## Sociologie du quartier
Le quartier Plateau-Mont Valérien est le plus peuplé de Nanterre avec près de 15 000 habitants. C'est le plus important quartier pavillonnaire de la ville, comprenant 25 % de logements sociaux. C'est l'un des quartiers où la proportion de personnes âgées est la plus importante. L'installation de famille avec des enfants permet un relatif rajeunissement de la population.
- 24,9 % des habitants ont moins de 19 ans (commune de Nanterre : 27,9 %)
- 11,5 % ont plus de 65 ans (commune de Nanterre : 9,7 %)

### Démographie
En 2008, le quartier comptait 14 935 habitants, soit environ 16 % de la population de la commune.

### Vie associative
Riche d’un fort tissu associatif, c’est un quartier très actif derrière une apparence paisible. 
Dans de nombreuses résidences du quartier, des associations de locataires se sont formées ; le quartier compte aussi un centre social et culturel, Maison pour Tous, et une association régissant sur toute la ville, Vivre au Mont-Valérien.

## Économie

### Emploi
La population âgée de 15 à 64 ans s'élevait[Quand ?] à 4 187 personnes dont 3 780 ayant un emploi, soit un taux de chômage de 9,5 %. La population active y est particulièrement importante.

### Entreprises et commerces
Le quartier comporte seulement quelques petits commerces, la plus grande partie ayant fermé dans les années 1990. Les commerces les plus importants sont les supermarchés d'alimentation Leclerc et Picard situés rue Paul-Vaillant-Couturier.

## Pour approfondir